# Longmeadow (Massachusetts)
Longmeadow é uma vila localizada no condado de Hampden no estado estadounidense de Massachusetts. No Censo de 2010 tinha uma população de 15.784 habitantes e uma densidade populacional de 632,64 pessoas por km².

## Geografia
Longmeadow encontra-se localizado nas coordenadas 42° 02′ 51″ N, 72° 34′ 16″ O. Segundo o Departamento do Censo dos Estados Unidos, Longmeadow tem uma superfície total de 24.95 km², da qual 23.62 km² correspondem a terra firme e (5.34%) 1.33 km² é água.

## Demografia
Segundo o censo de 2010, tinha 15.784 pessoas residindo em Longmeadow. A densidade populacional era de 632,64 hab./km². Dos 15.784 habitantes, Longmeadow estava composto pelo 92.42% brancos, o 1.06% eram afroamericanos, o 0.03% eram amerindios, o 4.72% eram asiáticos, o 0.02% eram insulares do Pacífico, o 0.48% eram de outras raças e o 1.27% pertenciam a duas ou mais raças. Do total da população o 2.34% eram hispanos ou latinos de qualquer raça.